# Otto Widmaier
Otto Widmaier (* 1. April 1927 in Stuttgart; † 14. Dezember 2022 in Heilbronn) war ein deutscher Landrat und Verwaltungsbeamter.

## Leben
Otto Widmaier war ein Sohn des Ravensburger und Stuttgarter Landgerichtspräsidenten Theodor Widmaier. Der Strafverteidiger Gunter Widmaier war sein Bruder. Er besuchte die Grundschule in Waiblingen und Ravensburg und bis 1943 ein Gymnasium in Ravensburg. Anschließend war er bis 1945 Luftwaffenhelfer in Friedrichshafen und Karlsruhe. Bei einem Bombenangriff wurde er in Friedrichshafen verwundet und aus dem Lazarett als dienstuntauglich entlassen. Von Januar bis Juli 1946 besuchte er ein Gymnasium in Böblingen und legte das Abitur ab. Eine anschließende Lehre als Zimmermann beendete er im Frühjahr 1948 mit der Gesellenprüfung.
Von 1948 bis 1952 studierte Widmaier dann Rechtswissenschaften in Tübingen. Während seines Studiums wurde er Mitglied der musischen Studentenverbindung AMV Stochdorphia Tübingen im SV. 1952 legte er die erste, 1956 die zweite juristische Staatsprüfung ab. Nach diversen Stationen in der Verwaltung, bei Gerichten und an der Universität Tübingen war er von 1962 bis 1964 Erster Landesbeamter am Landratsamt Schwäbisch Hall und von 1964 bis 1966 in gleicher Funktion beim Landratsamt in Calw.
1966 wurde der parteilose Widmaier mit Unterstützung der CDU zum Landrat des Landkreises Heilbronn gewählt. Er war in diesem Amt Nachfolger von Eduard Hirsch und wurde mehrfach wiedergewählt.
In seine Amtszeit von 1966 bis 1989 fielen die baden-württembergische Kreisreform von 1973, die den Landkreis Heilbronn beträchtlich vergrößerte, sowie die parallel von 1968 bis 1975 verlaufende Gebiets- und Gemeindereform in Baden-Württemberg, die ebenfalls einschneidende Veränderungen mit sich brachte. Außerdem musste der Landkreis Heilbronn in dieser Zeit wichtige Einrichtungen wie Berufsschulen und Krankenhäuser aufbauen.

## Familie
Widmaier war verheiratet und hatte mit seiner Frau Friedel zwei Söhne und eine Tochter.

## Auszeichnungen
1980 erhielt Otto Widmaier das Bundesverdienstkreuz am Bande, 1989 das Bundesverdienstkreuz 1. Klasse.